# Carlotta Marchisio

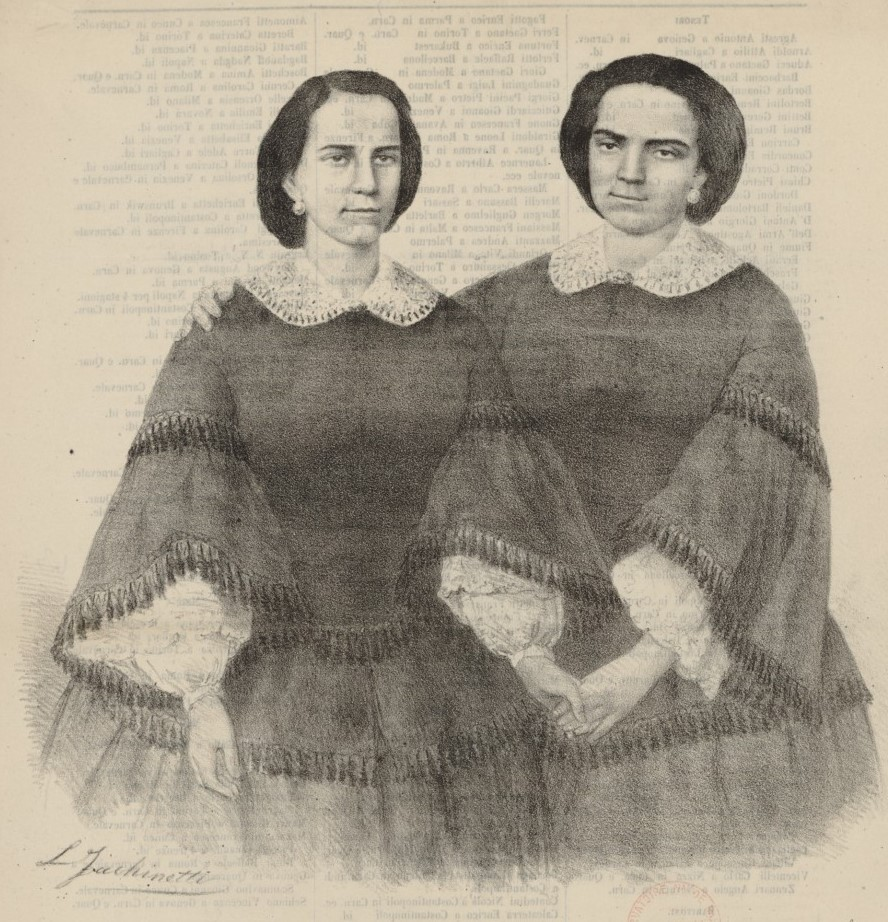
Retrato de Carlotta Marchisio (a la derecha) junto a su hermana Barbara Marchisio (en la izquierda).

Carlotta Marchisio (Turín, 8 de diciembre de 1835 - Turín, 28 de junio de 1872) fue una soprano italiana.
Estudió con su hermano Antonino y con Fabbrica en Turín. Debutó en el Teatro Real de Madrid con Rosina y Norma en 1856. Cantó por primera vez junto a su hermana, la contralto Barbara Marchisio en Turín, en 1858, en Matilde di Shabran (Carlotta como Matilde, Barbara como Edoardo). Posteriormente lo hicieron en Guglielmo Tell (Mathilde y Jemmy) y Semiramide (Semiramide y Arsace), y en sucesivas temporadas aparecieron en diferentes teatros, en Il trovatore (Leonora y Azucena), La cenerentola (Clorinda y Cenerentola) o La sonnambula (Amina y Teresa).
En 1860 debutó en la Ópera de París (Semiramide y Guglielmo Tell, ambas en francés y junto a Barbara) y en 1862 en Her Majesty's Theatre de Londres en Robert le diable. Las hermanas aparecieron juntas por última vez en Roma en 1871, en Otello e Il trovatore. Al año siguiente, Carlotta murió en Turín, con 36 años.
Ambas hermanas, con voces muy parejas, a pesar de la diferencia de tesitura, destacaron en el canto florido de las óperas de Rossini.